# Zeal & Ardor
Zeal & Ardor es una banda suiza de metal de vanguardia fundada y dirigida por Manuel Gagneux, un músico suizo-estadounidense que anteriormente había creado un proyecto de pop de cámara llamado Birdmask. Formada en 2013, la banda mezcla sonidos de espirituales afroamericanos con black metal .
Inicialmente un proyecto en solitario, la banda firmó con MVKA Records en 2016 y se expandió a una formación completa, con Gagneux en voz y guitarra, los coristas Denis Wagner y Marc Obrist, el guitarrista Tiziano Volante, la bajista Mia Rafaela Dieu y el baterista Marco Von Allmen.
Zeal & Ardor ha lanzado los álbumes Wake of a Nation . Su cuarto álbum, Greif, se lanzará en agosto de 2024.

## Historia

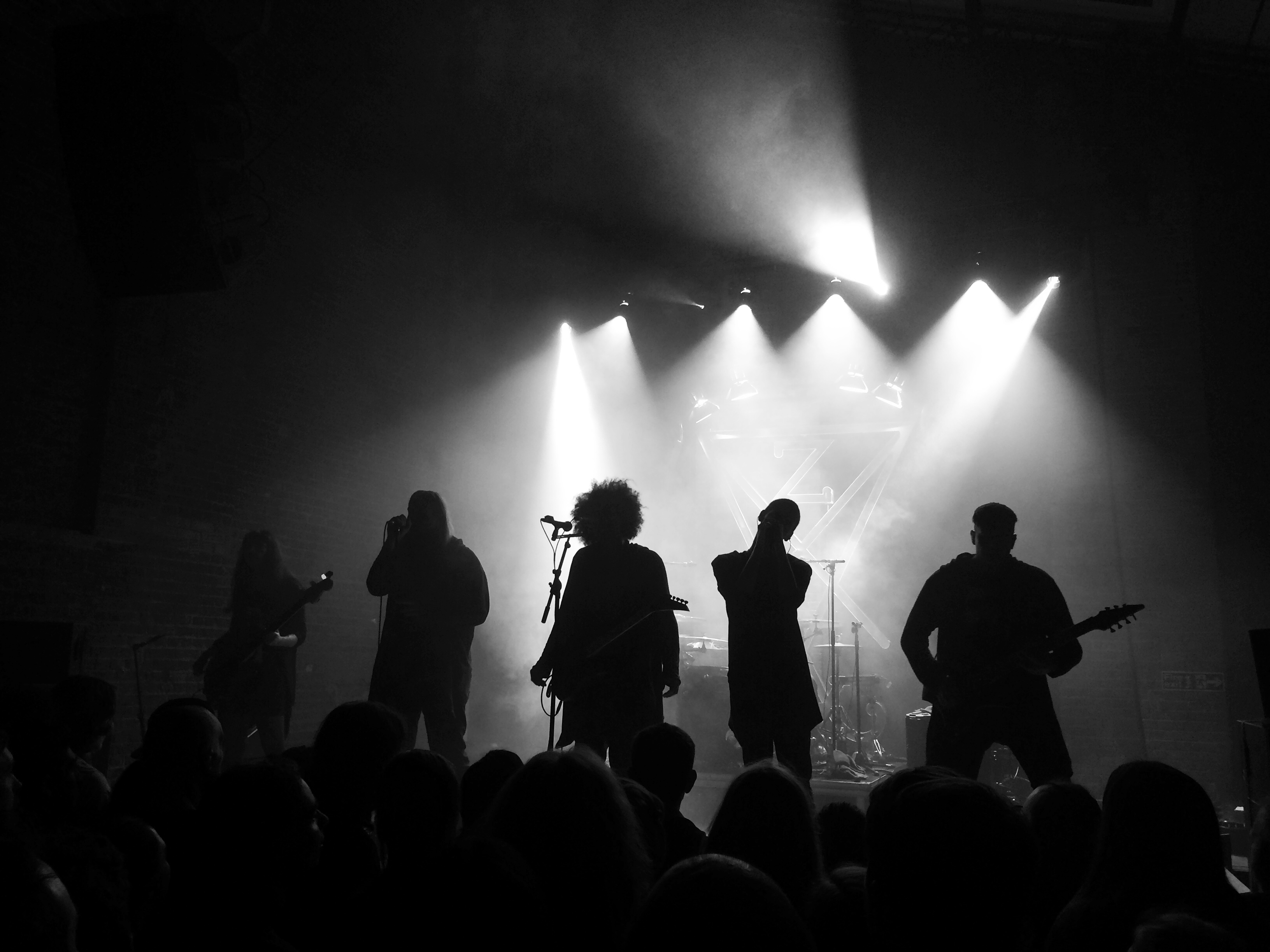
Zeal & Ardor en junio de 2018.

Gagneux nació en Basilea, Suiza, en 1989, de madre estadounidense y padre suizo. Ambos padres de Gagneux eran músicos, y él aprendió a tocar el piano desde temprana edad. Durante su crecimiento, escuchaba frecuentemente a artistas de grindcore, death metal técnico y melódico. Como adolescente, formó parte de una banda de Crossover llamada Hellalujah. Después de mudarse a la ciudad de Nueva York en 2012, Gagneux comenzó Birdmask, un proyecto de chamber pop.
Gagneux publicó su música de Birdmask en 4chan "para recibir comentarios porque son brutalmente honestos y no les importas una mierda". Les pedía a los usuarios dos géneros musicales para combinarlos y crear una canción en media hora como experimento para expandir su creatividad. Uno de estos usuarios sugirió que fusionara " black metal ", mientras que otro sugirió "música negra "; en respuesta, fundó Zeal & Ardor, que presenta elementos tanto de black metal como de canciones de esclavos. Otros géneros sugeridos incluyeron " Afro Djent, Nashville Power Electronics y Industrial Grunge ". Gagneux declaró más tarde que la banda surgió de la pregunta "¿y si los esclavos estadounidenses hubieran abrazado a Satanás en lugar de a Jesús?".

### Lanzamiento homónimo yDevil Is Fine(2014-2016)
El primer lanzamiento del proyecto fue un trabajo en progreso de una canción llamada "A Spiritual", lanzada en SoundCloud el 13 de diciembre de 2013. Gagneux autoeditó el álbum de demostración Zeal and Ardor en Bandcamp en junio de 2014.

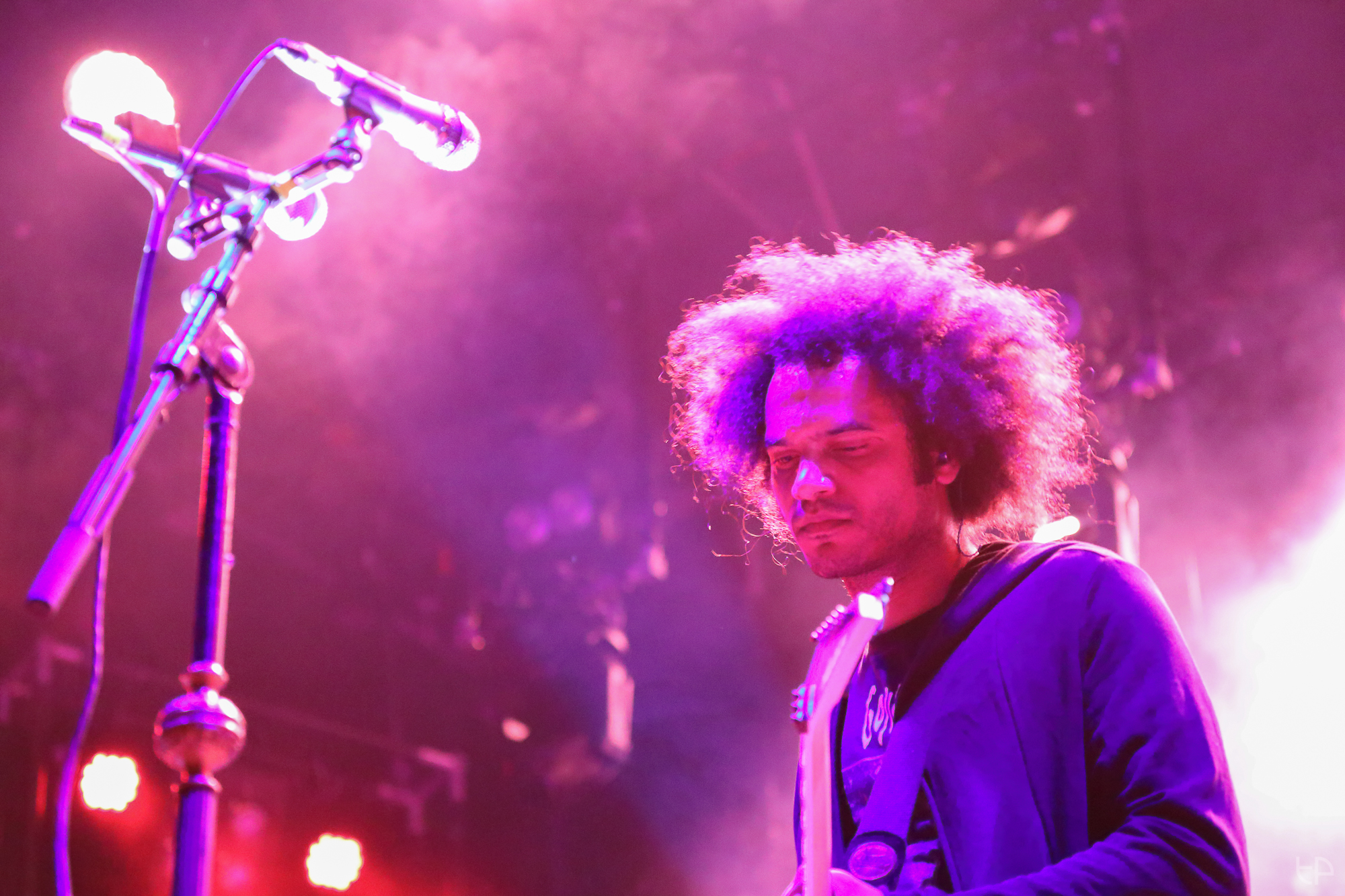
El vocalista y guitarrista Manuel Gagneux

El álbum debut oficial del proyecto, Devil Is Fine, se lanzó por primera vez en Bandcamp el 15 de abril de 2016. Gagneux escribió y grabó el álbum él mismo. En noviembre de 2016, la banda apareció en un artículo escrito por Bandcamp sobre el metal experimental negro. En junio de 2016, Rolling Stone presentó a Devil Is Fine como uno de los "Mejores discos de metal de 2016 hasta ahora". 
El 11 de noviembre de 2016, Gagneux anunció su fichaje con la discográfica británica MVKA. El sencillo principal, "Devil Is Fine", tuvo un vídeo musical lanzado el 15 de diciembre de 2016. Un segundo sencillo, "Come On Down", fue lanzado el 16 de enero de 2017. MKVA relanzó Devil Is Fine el 24 de febrero de 2017.  Se ubicó en el puesto 17 en las listas suizas de Hitparade .

### Stranger Fruit(2017-2019)
En 2017, el proyecto se convirtió en una banda de pleno derecho con la incorporación de los coristas Denis Wagner y Marc Obrist, el guitarrista Tiziano Volante, la bajista Mia Rafaela Dieu y el baterista Marco Von Allmen. Gagneux formó la banda completa después de que el promotor Walter Hoeijmakers le pidiera que tocara en el Roadburn Festival. Abrieron a Prophets of Rage en dos espectáculos en Londres y Alemania en 2017.
Zeal & Ardor ofreció una oferta de productos única durante sus shows de 2018, y los fanáticos podían obtener productos gratis si marcaban el logo de la banda en su piel. Ocho personas aceptaron la oferta, y Gagneux dijo: "La intención era que nadie lo hiciera nunca. Porque eso es todo: no quieres esta marca. Si la quieres, eres sólo un idiota que está siguiendo, sin pensar por ti mismo. Si quieren subrayar mi afirmación, por mí está. Pero ocho  son suficientes si no entienden el simbolismo, no los animemos.
El siguiente álbum, Stranger Fruit , fue lanzado en 8 de junio de 2018.  Después se publicaron los sencillos "Gravedigger's Chant", "Waste", y "Built On Ashes".
En junio de 2018, la canción de la banda "Devil Is Fine" de Devil Is Fine álbum, apareció en un avance del próximo videojuego The Division 2. En febrero de 2019, la banda anunció " Live in London ", un álbum en vivo lanzado el 22 de marzo 

### Wake of a NationandZeal & Ardor(2020–2023))
En septiembre y octubre de 2020, la banda lanzó cinco de las seis canciones de su primer EP, "Wake of a Nation", el cual fue anunciado junto con los dos primeros sencillos para su lanzamiento el 23 de octubre del mismo año. Gagneux escribió las canciones en respuesta directa al asesinato de George Floyd a principios de 2020. Gagneux explicó el EP en el anuncio:

"Wake Of A Nation"'s intent and context should be obvious. I like to revel in ambiguity and in room for interpretation. This is not the case here. These 6 songs are a knee jerk reaction to what has happened to my fellow people in the last months. Originally I was set to record an album scheduled to come out next year. As these songs were written due to the horrendous events that instilled them I decided to release them as soon as possible. Using the rich heritage and culture as a part of my musical identity it felt like cowardice to sit by and continue with my routine as if nothing happened. This record is for Michael Brown, Eric Garner, George Floyd and the countless untold and nameless killed. It is for the brave souls willing to take a stand and ready to risk their own wellbeing so that others may have theirs intact.

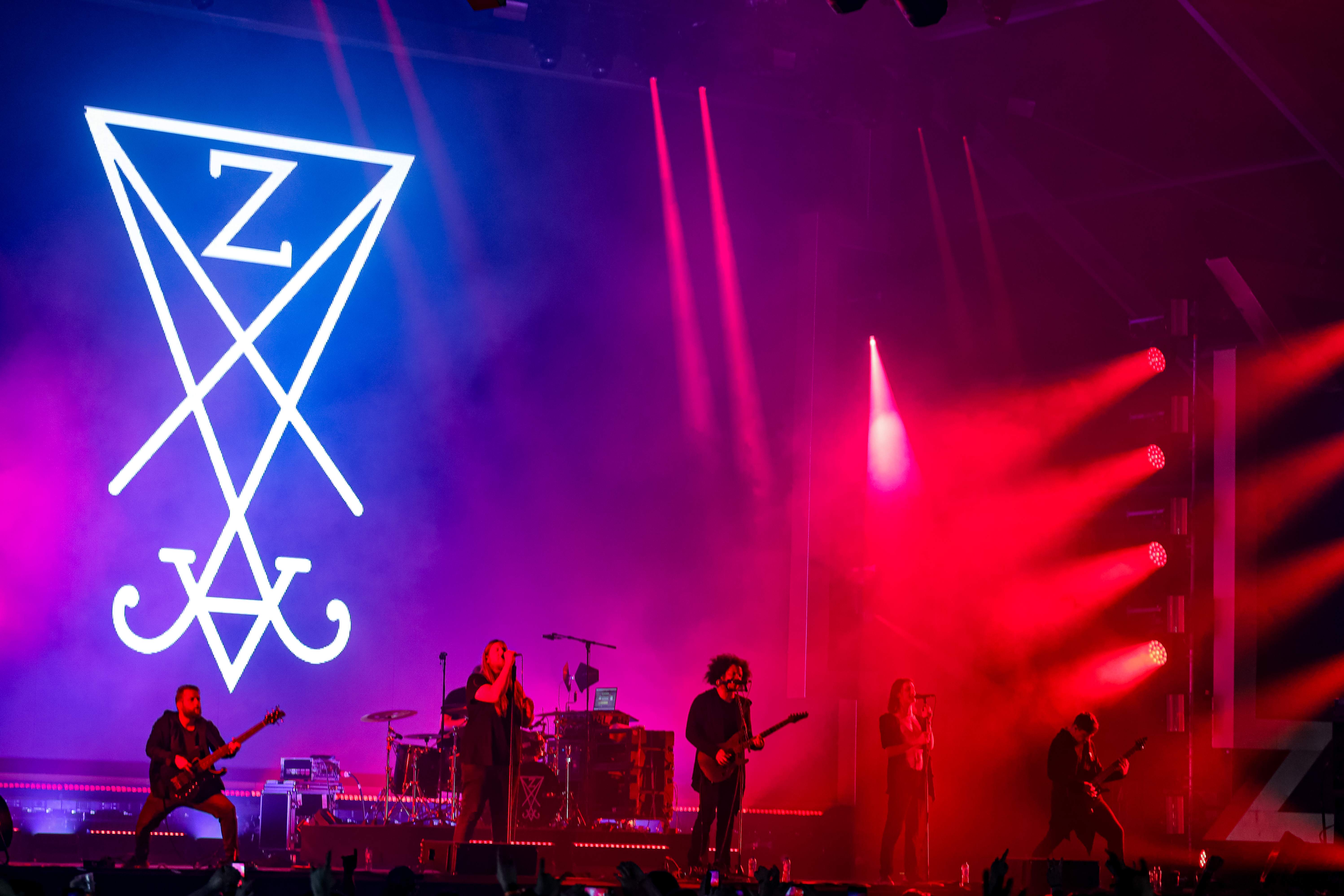
Zeal & Ardor en junio de 2022 en Graspop Metal Meeting.

El 25 de mayo de 2021, el grupo lanzó "Run", el primer sencillo de su próximo tercer álbum de estudio autotitulado. Un segundo sencillo, "Erase", fue lanzado el 23 de julio. El 1 de septiembre de 2021, se lanzó un tercer sencillo, "Bow". Un cuarto sencillo, "Götterdämmerung", fue lanzado el 15 de octubre. La canción es principalmente en alemán y descrita por Gagneux como "nuestra canción más básica hasta ahora. Sin trucos, sin adornos, sin distracciones, solo rabia". El álbum autotitulado fue lanzado el 11 de febrero de 2022. El 6 de noviembre, realizaron un concierto en vivo desde el Museo Tinguely en Suiza. Un quinto sencillo, "Golden Liar", fue lanzado el 1 de diciembre.

### Greif(2024-presente)
El cuarto álbum de la banda, Greif, se anunció el 22 de abril de 2024. El primer sencillo "to my ilk" fue lanzado junto con la fecha de lanzamiento del 23 de agosto. El álbum será el primero que graban como banda completa.

## Giras y festivales.
En junio de 2018, la banda anunció una gira por América del Norte con el apoyo de Astronoid y una gira en solitario por Europa. En 2019, hicieron giras en apoyo de Baroness y Deafheaven. Durante la parte posterior de la gira de 2019, la bajista Mia Rafaela Dieu se perdió varios conciertos debido a la gastroparesia causada por el síndrome de Ehlers-Danlos. Fue reemplazada por Lukas Kurmann. En 2021, la banda comenzó una gira abriendo para Opeth y Mastodon. La banda giró junto a Meshuggah en Europa a finales de 2021 y principios de 2022 antes de embarcarse en su propia gira por el Reino Unido y Europa a finales de 2022.
Zeal & Ardor se ha presentado en muchos festivales, incluido el Festival de Jazz de Montreux de 2018. Download Festival, Lowlands, por:Larm, Musilac Music Festival, Primavera Sound, Wacken Open Air, Hellfest, Graspop Metal Meeting, ¿Adivina quién?, Copenhell, Eurosonic Noorderslag, Devilstone Open Air, y Reading and Leeds Festivals, entre otros.

## Género musical e influencias.
Devil Is Fine presenta elementos de soul, black metal,  Delta Blues, folk, góspel, así como influencias de jazz y lo-fi .  Varias pistas instrumentales cuentan con funciones electrónicas y de batería y bajo .  La banda utiliza con frecuencia guitarra trémolo y ritmos explosivos.
Stranger Fruit conserva muchos elementos del primer álbum, incluido el metal de vanguardia, el post-black metal  y aspectos de la música Motown y el blues. Zeal & Ardor conserva muchos elementos de los álbumes anteriores, incluidas influencias del metal industrial y el blackgaze.
La banda está influenciada por artistas como Mayhem, Burzum, Darkthrone, Wendy Carlos, Tom Waits, Golem, Portishead, Naglfar y Iron Maiden, así como bandas de nu-metal como Deftones y Limp Bizkit, que según Gagneux son sus "placeres culpables". Gagneux también enumera a los escritores Philip K. Dick y Octavia Butler como influencias en su música.

## Miembros de la banda
Miembros actuales
- Manuel Gagneux - voz principal, guitarras, teclados, sintetizador, programación (2013-presente)
- Denis Wagner - coros (2017-presente)
- Marc Obrist - coros, producción (2017-presente)
- Tiziano Volante - guitarra rítmica, guitarra solista (2017-presente)
- Lukas Kurmann - bajo (2019-presente)
- Marco Von Allmen - batería (2017-presente)

Miembros anteriores
- Mía Rafaela Dieu - bajo (2017-2019)

-La mayoría de los lanzamientos de Zeal & Ardor cuentan con Von Allmen en la batería y Gagneux tocando todos los demás instrumentos, hasta Greif de 2024, que fue escrito y grabado como una banda completa.

## Discografía
- El diablo está bien (2016)
- Fruta extraña (2018)
- Celo y ardor (2022)
- Greif (2024)

## Premios y nominaciones
| Año  | Otorgar                             | Categoría                    | Candidato                                                                                          | Resultado |
| ---- | ----------------------------------- | ---------------------------- | -------------------------------------------------------------------------------------------------- | --------- |
| 2017 | Premio Basler Pop                   | Basler Pop-Preis, Jurado     | rowspan="" style="background-color:none;color:black; text-align:center; vertical-align:middle;" \| |           |
| 2017 | Premios de música pesada            | Mejor banda revelación       | rowspan="" style="background-color:none;color:black; text-align:center; vertical-align:middle;" \| |           |
| 2017 | Premios de música Loudwire          | Mejor Artista Nuevo          | rowspan="" style="background-color:none;color:black; text-align:center; vertical-align:middle;" \| |           |
| 2017 | Premios Metal Hammer Golden Gods    | Mejor banda nueva            | rowspan="" style="background-color:none;color:black; text-align:center; vertical-align:middle;" \| |           |
| 2018 | Premios de la música suiza          | Mejor acto en vivo           | rowspan="" style="background-color:none;color:black; text-align:center; vertical-align:middle;" \| |           |
| 2018 | Premios AIM de Música Independiente | Avance internacional del año | rowspan="" style="background-color:none;color:black; text-align:center; vertical-align:middle;" \| |           |
| 2020 | Basler Pop-Preis                    | Basler Pop-Preis, Jurado     | rowspan="" style="background-color:none;color:black; text-align:center; vertical-align:middle;" \| |           |